# محمد علي حسين
محمد علي حسين (مواليد 8 يوليو 1988، لاعب كرة قدم إماراتي يلعب كمدافع.
مثل نادي دبي و صعد للفريق الأول عام 2006 و إنتقل إلى نادي عجمان عام 2016 و انتقل إلى نادي مصفوت في عام 2018 .